# Henry Hudson
Henry Hudson (Londres, 12 de setembre de 1570 - Badia de Hudson, Canadà, 1611) va ser un navegant anglès, famós per haver diversos viatges d'exploració a la recerca de l'existència d'un possible pas del Nord-oest que connectés Europa amb Catai a través de l'oceà Àrtic. Hudson va explorar la regió al voltant de la moderna àrea metropolitana de Nova York a la recerca d'una ruta occidental sota els auspicis de la Companyia Holandesa de les Índies Orientals. Allà va explorar el riu que porta el nom en record seu, posant les bases per la colonització holandesa de la regió.
Hudson va descobrir un estret i una immensa badia en la seva expedició final a la recerca del Pas del Nord-oest. El 1611, després d'hivernar a la costa de la badia de James, Hudson volia seguir endavant cap a l'oest, però la major part de la seva tripulació es va amotinar, els quals van deixar Hudson, el seu fill i altres 7 tripulants a la deriva. A Hudson i els seus acompanyants mai més se'ls va tornar a veure.

## Biografia

### Primers anys
Es coneixen poques coses sobre el seu naixement i els primers anys de la seva vida. Algunes fonts identifiquen el seu naixement al voltant de 1565, mentre d'altres el situen al voltant de 1570. Altres historiadors són més ambigus, com per exemple Mancall, que situa el seu naixement durant la dècada de 1560, mentre Pennington no dona cap data.

### 1607 i 1608, viatges a l'Àrtida
El 1607 la Companyia de Moscòvia va contractar a Hudson per trobar una ruta que unís Europa amb la costa del Pacífic d'Àsia. Els anglesos lluitaven contra els holandesos per les rutes del nord-oest. En aquell temps es pensava que com el sol no es ponia en tres mesos a les altes latituds durant l'estiu el gel es fondria i permetria el pas dels vaixells per l'Àrtic.
Hudson va salpar l'1 de maig amb una tripulació de deu homes i un nen a bord d'un únic vaixell de 80 tones, el Hopewell. Van arribar a la costa est de Groenlàndia el 14 de juny, resseguint-la cap al nord fins al dia 22, per posteriorment dirigir-se cap a les Svalbard. Tot i diversos intents per anar més cap al nord el gel els obligà a fer marxa enrere, arribant a Tilbury, a la riba del Tàmesi, el 15 de setembre.
El 1608, amb el mateix vaixell i per a la mateixa companyia, va fer un segon intent per trobar el pas, aquest cop vorejant la part septentrional de Rússia, en el que es coneix com a pas del Nord-est. Va superar el cap Nord i posteriorment va navegar pel mar de Barents cap a Nova Terra, on el gel l'obligà a fer marxa enrere. A la tornada, la Companyia de Moscòvia li retirà el seu suport, ja que veia el pas com a impracticable.
Segon Thomas Edge, «William [sic] Hudson» descobrí el 1608 una illa situada als 71°N que fou anomenada Hudson's Touches (o Tutches), la latitud de l'illa Jan Mayen. Però Hudson sols hagués pogut arribar-hi durant el viatge de 1607, fent, fent un camí il·lògic i a més no quedà registrat al seu diari. Tampoc hi ha cap prova cartogràfica d'aquest suposat descobriment. Jonas Poole, el 1611, i Robert Fotherby tenien el diari de viatge de Hudson mentre estaven a la costa est de Groenlàndia, però cap dels dos tenia coneixement d'aquest presumpte descobriment de Jan Mayen. Fotherby trobà Jan Mayen pensant que era un «nou» descobriment i l'anomenà illa de Sir Thomas Smith.

### 1609, viatge al riu Hudson

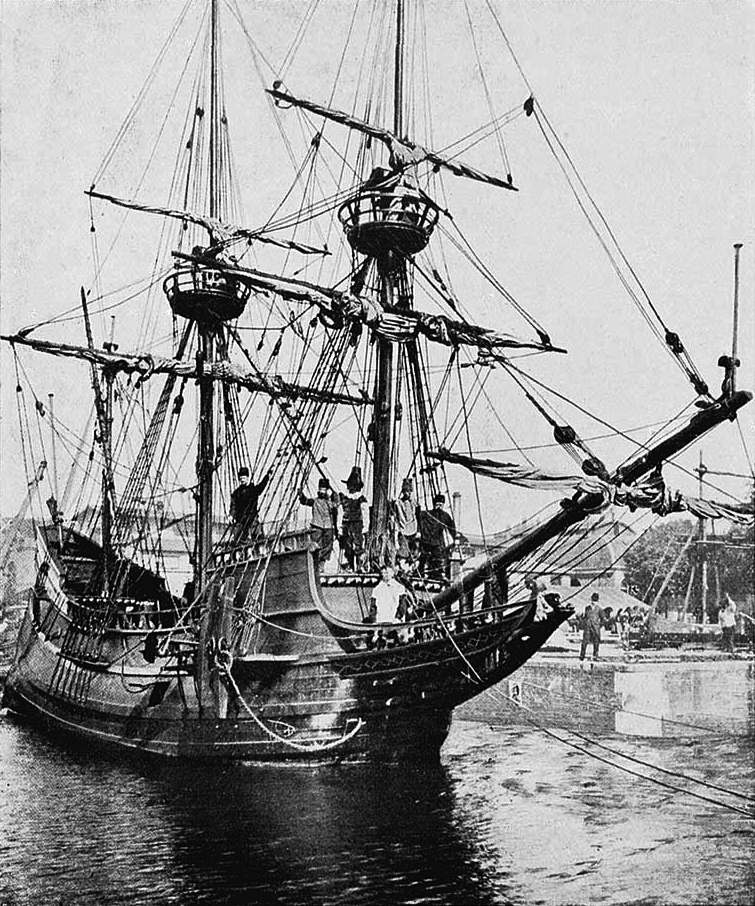
Rèplica de la Halve Maen, la nau del tercer dels viatges de Henry Hudson.

Així doncs, hagué de buscar suport econòmic d'una altra empresa i aquesta fou la Companyia Holandesa de les Índies Orientals, que encara confiava a trobar aquell pas pel nord de Rússia. El 1609 se li encarregà liderar una nova expedició. Hudson va salpar de l'illa holandesa de Texel a bord del Halve Maen, un vaixell de 73 tones mètriques, i una tripulació composta per divuit o vint homes entre anglesos i holandesos. Novament es van dirigir vers cap a Nova Terra, on van intentar continuar el camí obrint-se camí a través del gel, però degut al fred intens i a les extremes condicions meteorològiques, la tripulació començà a inquietar-se i Hudson va proposar un pla diferent.
Havent escoltat rumors sobre un possible pas que unís els oceans Atlàntic i Pacífic per exploradors com John Smith i Samuel de Champlain, Hudson i la seva tripulació van decidir buscar el pas a través de l'oest d'Amèrica del Nord. Els indis que havien proporcionat la informació a Smith i Champlain de ben segur es referien als Grans Llacs.
Van arribar a la zona dels Grans Bancs, al sud de Terranova, el 2 de juliol i a mitjans de juliol van tocar terra prop del que avui és LaHave (Nova Escòcia). Aquí es van trobar amb els nadius americans, acostumats a comerciar amb els francesos. El vaixell va romandre a la zona uns deu dies, en què la tripulació va aprofitar per substituir un pal trencat i pescar per alimentar-se. El dia 25 una dotzena d'homes del Halve Maen, armats amb mosquets, van baixar a terra i assaltaren una vila propera.
El 4 d'agost el vaixell es trobava a Cape Cod, des d'on Hudson va navegar cap al sud, fins a l'entrada de la badia de Chesapeake. En lloc d'entrar a Chesapeake va explorar la costa cap al nord, trobant la badia de Delaware, però continuà cap al nord. El 3 de setembre va arribar a la desembocadura d'un riu que inicialment va anomenar "North River" o "Mauritius" i que ara porta el seu nom. Hudson no fou el primer a visitar-lo, ja que Giovanni da Verrazzano l'havia descobert el 1524. El 6 setembre un membre de la seva tripulació fou mort per una fletxa llançada pels indis. Hudson es va endinsar a la badia l'11 de setembre i l'endemà va iniciar un viatge fins al que en l'actualitat es coneix com a riu Hudson. Durant els següents deu dies el seu vaixell va ascendir el riu, arribant fins a l'indret on en l'actualitat hi ha la ciutat d'Albany.
El 23 de setembre Hudson va decidir tornar a Europa, arribant el 7 de novembre a Dartmouth, on fou retingut per les autoritats, que volien registrar el vaixell. Una vegada solucionat el contratemps fou enviat a Amsterdam.
Mentre Hudson explorava el riu va negociar amb nombrosos grups indígenes, principalment per obtenir pells. El seu viatge va ser utilitzat pels holandesos com a base per a futures reclamacions sobre la regió i el comerç de pells que va prosperar es va establir quan un establiment comercial a Albany el 1614. Nova Amsterdam a l'illa de Manhattan es va convertir en la capital dels Nous Països Baixos el 1625.

### 1610-1611, darrer viatge

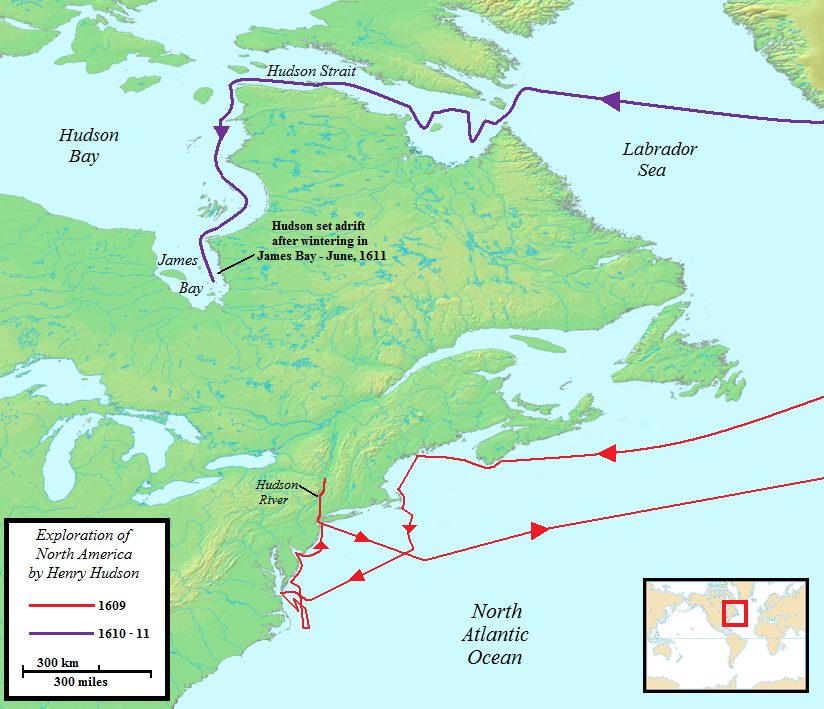
Mapa dels viatges de Hudson a Amèrica del Nord.

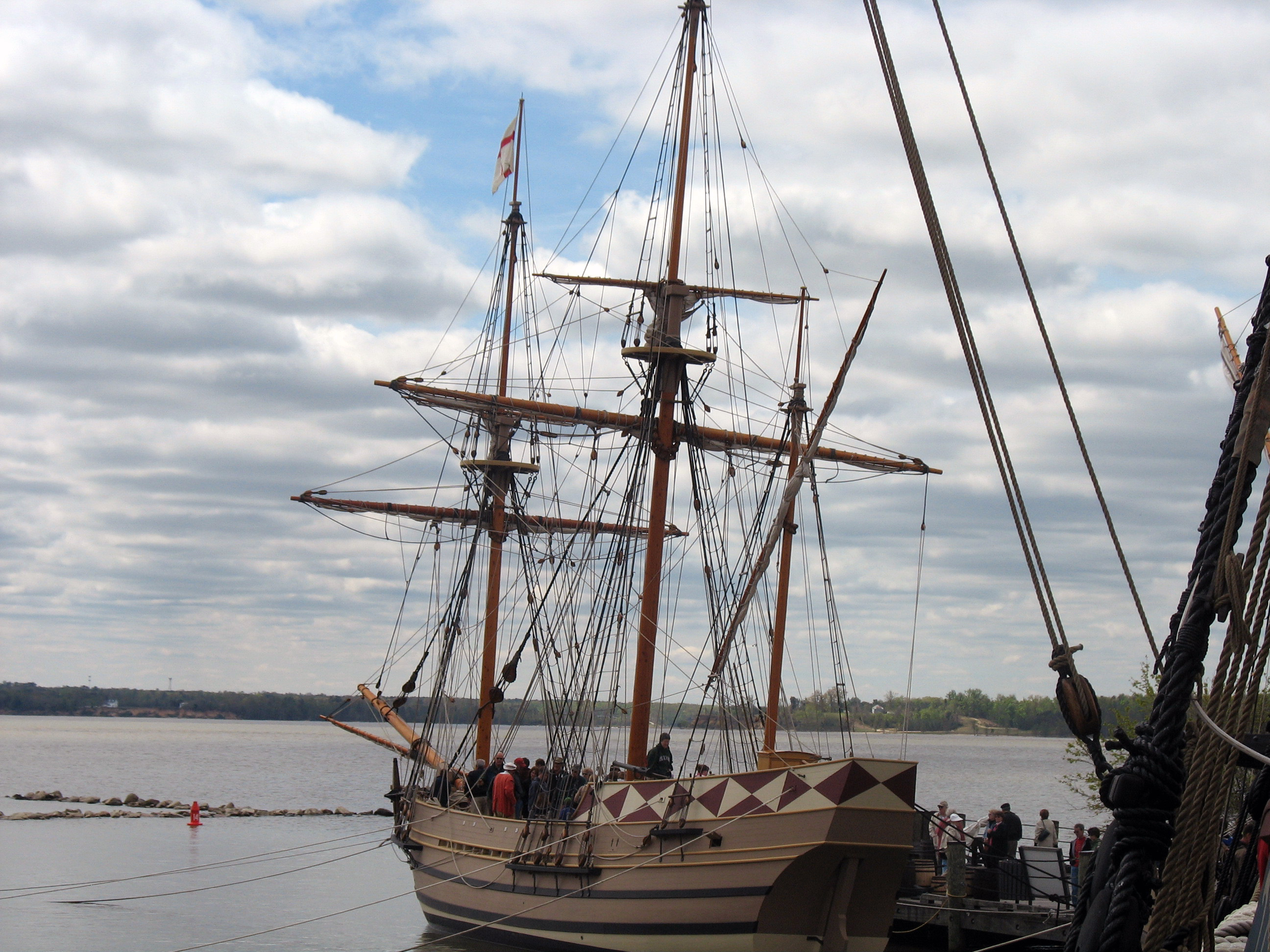
Rèplica del Discovery, la nau del quart dels viatges de Henry Hudson, construïda per commemorar els 400 anys del desembarcament a Jamestown.

El 1610 Hudson va aconseguir suport econòmic per a un altre viatge a la recerca del pas del nord-oest, el darrer. Aquest cop fou patrocinat per la Companyia de Virgínia i la Companyia Britànica de les Índies Orientals i viatjà a bord del Discovery, un petit vaixell de 12 metres d'eslora i 20 tones, però amb una nombrosa i variada tripulació, entre els quals hi havia Robert Bylot.
El Discovery salpà de Londres el 17 d'abril de 1610. Arribaren a Islàndia l'11 de maig, on s'iniciaren les tensions entre els membres de la tripulació. El 4 de juny arribaren a la costa sud de Groenlàndia i el 25 de juny a l'illa Resolution, que marca l'inici de l'estret de Davis i de Hudson, a l'extrem nord de la península del Labrador.
Davant la perspectiva que el vaixell hagués pogut trobar el pas del Nord-oest l'emoció va anar en augment. La intenció de Hudson era continuar cap al nord, a través de l'estret de Davis, per anar a buscar el mar polar obert, un mar lliure de gel que es creia hi havia a altes latituds, però el vaixell fou atrapat per la marea i el gel vagant per aigües desconegudes i perilloses de l'estret de Hudson. Estant prop de l'illa Akpatok una part de la tripulació es va amotinar, però Hudson pogué reduir el motí. Seguint la costa sud de l'estret, el 2 d'agost es van endinsar en aigües de la badia de Hudson. Els següents mesos Hudson els passà cartografiant i explorant les seves costes orientals. Davant la creença que es trobaven al Pacífic, Hudson navegà cap al sud fins a la badia de James, però un cop arribats en aquell punt s'adonaren que es trobaven en un cul-de-sac. Davant l'evidència i l'arribada de l'hivern Hudson es refugià a l'angle sud-est de la badia, probablement a la desembocadura del riu Rupert. El novembre el Discovery quedà atrapat pel gel i la tripulació es traslladà a terra per passar l'hivern.

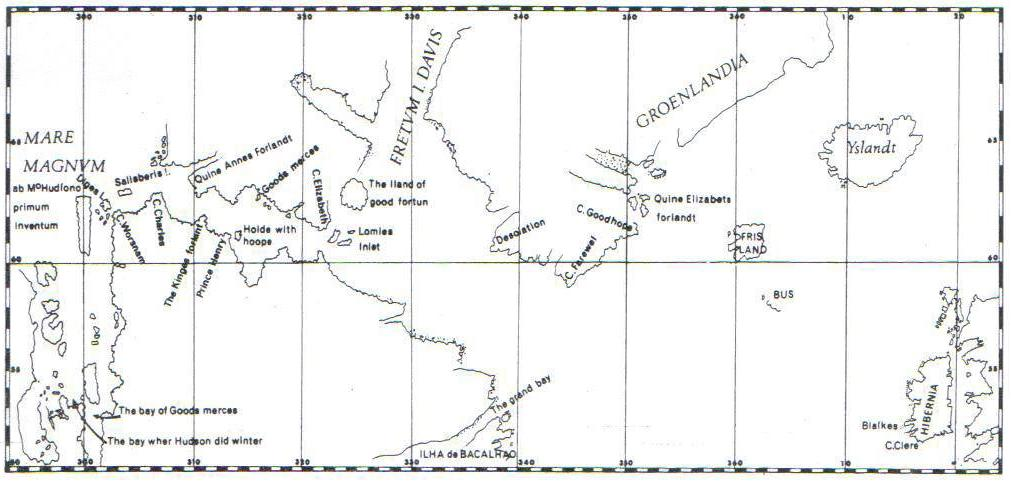
Mapa del quart viatge de Henry Hudson.

Després de passar un dur hivern, a causa del fred i l'escassetat d'aliments, la discòrdia es va anar generalitzant entre la tripulació. El 12 de juny de 1611 van iniciar el viatge de tornada. Hudson volia racionar el menjar fins a arribar a l'illa de Digges, on hi havia abundant caça d'aus.
La nit del 23 de juny una part de la tripulació es va amotinar. Hudson, el seu fill i altres set membres de la companyia van ser abandonats a la seva sort en un petit bot, sense que mai més se'n saber res més d'ells. Bylot es va posar al capdavant del timó, conduint la nau fins a l'illa de Digges, on foren atacats per inuits i aconseguiren menjar per creuar l'Atlàntic. Dels 13 amotinats sols 8 arribaren a Anglaterra on van ser detinguts, però cap d'ells fou castigat pel motí.

## Llegat
L'èxit de Hudson creuant l'estret que ara duu el seu nom i el descobriment de les badies de Hudson i James, el situa entre els millors navegants britànics que tant van fer per cartogrofiar la part septentrional d'Amèrica del Nord. William Edward Parry i John Franklin sols se li poden comparar en la mesura en què superaren als seus predecessors i en la quantitat de descobriments originals, però Parry va estar recolzat per un gran equip, ben entrenat i disciplinat, mentre Franklin degué molts dels seus viatges a Samuel Hearne i Alexander Mackenzie.
Hudson, quasi sols per la seva perícia, obrí el camí a través dels més de 700 km del seu estret i descobrí la vasta extensió de mar interior que hi ha més enllà. El seu esforç va donar als seus compatriotes un impuls que, tan sols cinc després de la seva desaparició, havia permès cartografiar quasi completament la seva badia i William Baffin pogué afirmar amb seguretat raonable que es tractava d'un mar tancat, sense sortida navegable a l'oest.